# Return to Innocence
„Return to Innocence“ (в превод от англ. – „Завръщане към невинността“) е първият сингъл от втория студиен албум „The Cross of Changes“ на германската ню ейдж/електронна група Enigma. Песента е издадена на 4 януари 1994 от Върджин/EMI. Тази песен се превръща в един от най-големите хитове на групата, достигайки първо място в повече от 10 държави, както и позиции в топ 10 на поне още 10 страни.

## История
Главният вокалист в песента е Андрес Харде, известен още като Angel X, а като допълнение са добавени традиционни аборигенни напеви от Тайван, включени в песента без позволението на изпълнителите: Куо Ин-нан (роден Дифанг Дуана) и Куо Ксию-чу, съпруг и съпруга от тайванското племе ами. През 1988 двамата са в Париж, Франция по програма за културен обмен, когато техни изпълнения на традиционни за тяхното племе песни са записани и впоследствие издадени. По-късно Майкъл Крету от Енигма се сдобива с този диск и решава да използва семпъл от едно тяхно изпълнение, без предварително да се е допитал до тях за разрешение. Допълнително е ползван семпъл от песента „When the Levee Breaks“ на Лед Цепелин.
През 1996 песента добива допълнителна популярност, след като е използвана в телевизионна реклама на Летните олимпийски игри 1996 в Атланта, САЩ.
Март 1998 Куо Ин-нан и Куо Ксию-чу завеждат дело срещу Крету, Върджин рекърдс и още няколко звукозаписни компании за неправомерното използване на една от техните песни без позволението им. Делото е разрешено извън съда за неразкрита сума пари и оттогава насетне всички следващи издания на песента включват съпрузите Куо като съавтори. Самият Крету е смятал, че песента е достъпна в общото пространство и затова не се е свързал с тях за разрешение.
Видеото към песента е заснето в Малага, Испания, където живее и самият Крету, и показва в обратен ред живота на един мъж от неговата смърт чак до раждането му, когато се завръща към невиността си, както е и името на песента.

## Песни
1. Radio Edit – 4:03
2. Long & Alive Version (Remixed by Curly M.C. and Jens Gad) – 7:07
3. 380 Midnight Mix (Remixed by Jens Gad) – 5:55
4. Short Radio Edit – 3:01
5. Sadeness (Part I) (Radio Edit) – 4:17